# Кен, Олег Николаевич
Оле́г Никола́евич Кен (13 марта 1960 года, Орск — 28 октября 2007 года, Санкт-Петербург) — российский историк. Доктор исторических наук, профессор, завкафедрой РГПУ им. А. И. Герцена.

## Биография
Родился на Южном Урале в семье выпускников филологического факультета пединститута. Вскоре после рождения второго сына (Генриха) родители расстались. Дети остались с матерью, и отцом для них фактически стал её отец, Николай Генрихович Кен (1914—2001). С 1947 года он жил в Орске, куда был сослан после ареста в 1938 году в ходе «немецкой операции» НКВД.
После окончания школы Кен поступил в Орловский педагогический институт, а в 1979 году перевёлся на исторический факультет ЛГПИ им. А. И. Герцена в Ленинграде, так как семья Кенов переехала туда. В 1981 году Кен с отличием окончил ЛГПИ. В 1982—1983 годах служил в армии. Работал учителем истории в средних школах Ленинграда. В 1990 году защитил кандидатскую диссертацию «Великобритания и европейская безопасность (1933—1935)». С середины 1990-х годов Олег Кен являлся учёным секретарём Европейского университета в Санкт-Петербурге. В 2004 году защитил докторскую диссертацию «Мобилизационное планирование в контексте внутренней политики и международного положения СССР (1927—1935)». В 2005 году стал профессором кафедры всеобщей истории РГПУ, в 2007 году её заведующий. Скончался от сердечного приступа.
Супруга — Вера Дмитриевна Кен; сыновья: Войцех и Даниил.
Автор трудов по политической истории России XX века, истории межвоенного периода, международных отношений СССР в 1920-е-1930-е годы и истории Польши.
В 2008 году Генеральное консульство Польши в Санкт-Петербурге и Санкт-Петербургский институт истории РАН учредили ежегодный конкурс «Актуальная наука» памяти Олега Николаевича Кена.

## Основные работы
- Collective Security or Isolation? Soviet Foreign Policy and Poland, 1930—1935. СПб.: Европейский дом, 1996;
- Политбюро ЦК ВКП(б) и отношения СССР с западными соседними государствами (конец 1920—1930-х гг.): Проблемы. Документы. Опыт комментария. Часть 1. 1928—1934. СПб.: Европейский дом, 2000 (в соавт. с А. И. Рупасовым);
- Мобилизационное планирование и политические решения. Конец 20-х-середина 30-х гг. СПб.: Изд-во Европ. ун-та в СПб., 2002;
- Москва и пакт ненападения с Польшей (1930—1932). СПб.: Изд-во ПИЯФ РАН, 2003;
- О. Н. Кен, А. И. Рупасов, Л. Самуэльсон [при участии Павла Петрова] Швеция в политике Москвы 1930—1950-е годы. М.: РОССПЭН, 2005.